# Amnirana parkeriana
Hylarana parkeriana es una especie de anfibio anuro de la familia Ranidae. Se encuentra en Angola.